# Alex Fergusson
Alex Fergusson (Glasgow, 16 december 1952) is een Schotse gitarist en muziekproducent.

## Biografie
Fergusson speelt sinds 1969 gitaar. In 1973 trad hij voor de eerste keer met een andere gitarist live op als folkduo en nam hij eigen songs op met een begeleidingsband in een studio. In 1976 formeerde hij de band The Bold Bucks, waarmee hij ook studio-opnamen maakte. Begin 1977 verliet hij samen met een bevriende muzikant Schotland. Hun wegen scheidden zich en Fergusson formeerde samen met Mark Perry de punkband Alternative TV, die tijdelijk repeteerden in de studio van Throbbing Gristle (TG). Na enige tijd verliet Fergusson Alternate TV weer, schreef hij eigen nummers en werkte hij nu en dan samen met Chris Carter van TG. Het is ook TG, die Fergusson in 1978 overhaalden voor zijn bijdrage aan een film van Fred & Judy Vermorel, waaraan een filmmuziekopdracht in Los Angeles was verbonden. Terug in Londen formeerden de Vermorels en Fergusson de band The Cash Pussies, die op het hoogtepunt van de punkgolf twee singles uitbrachten, waarvan 99% is Shit meer dan 10.000 keer werd verkocht.
In 1979 tekende Fergusson een driejarig contract als muzikant, producent en componist bij de Southern Studios, waar hij bands als Orange Juice en The Go-Betweens produceerde. In 1980 werkte hij weer versterkt samen met de muzikanten van Throbbing Gristle, die bij twee singlepublicaties betrokken waren (Peter Christopherson als coverartiest en Genesis P-Orridge al tekstschrijver) en bij wiens label Industrial Records Fergusson een van de singles uitbracht. Gelijktijdig formeerde hij in 1981 met leden van The Cash Pussies een kortdurende nieuwe formatie van Alternative TV, die echter geen succes werd.
In 1981 formeerde hij met Genesis P-Orridge de industrial-band Psychic TV en schreef hij hun meeste nummers tot zijn afscheid in 1987. Fergusson kenmerkte het klankbeeld van de band tijdens dit tijdvak enorm en het spanningsveld van de industrialklanken van Orridge en Christopherson enerzijds en Fergussons balladeske composities anderzijds droegen veel bij aan de populariteit van de toenmalige studioalbums. Hij schreef bovendien het gehele live-repertoire van de band, dat zich duidelijk onderscheidde van de studioalbums. Fergusson was met Psychic TV tijdens meerdere tournees te horen in het Verenigd Koninkrijk, Duitsland, de Verenigde Staten en Scandinavië en ten laatste in 1986 op wereldtournee. Hij is te horen op minstens 20 albums van de band.
Ook na zijn vertrek had hij sporadisch nog meegewerkt aan enkele concerten en bijprojecten van vroegere bandleden van Alternative TV en ook van Psychic TV. In 1990 speelde hij met Psychic TV tijdens het Reading Festival, in 1991 produceerde hij met Genesis P-Orridge een album van de Popguns, in 1994 en 1995 werkte hij liveoptredens af met Alternative TV en in 1999 een gastoptreden tijdens het afscheidsconcert Time's up van Psychic TV.
Als muziekproducent had Fergusson zich na zijn tijd bij Psychic TV aanvankelijk ontfermt over de Gaye Bykers on Acid. In 1993 bracht hij een titelloze solo-lp uit, in 1996 volgde het album Perverse Ballads, in 2001 The Essence en in 2006 The Castle.
Fergusson werkte in de afgelopen jaren meermaals met Rose McDowall (voorheen Strawberry Switchblade), met wie hij ook te zien was bij het Wave-Gotik-Treffen in Leipzig in 2002.